# Веленовский, Йозеф
Йозеф Веленовский (чеш. Josef Velenovský; 1858—1949) — чешский ботаник, бриолог, миколог, философ и писатель.

## Биография
Йозеф Веленовский родился 22 апреля 1858 года в деревне Чеканице, расположенной неподалёку от города Блатна. В 1878 году поступил в Карлов университет в Праге, в следующем году стал работать ассистентом геолога и натуралиста Антонина Фрича в Национальном музее в Праге. В 1883 году Йозеф стал ассистентом Ладислава Челаковского в ботаническом институте Карлова университета. С 1887 по 1897 Веленовский пять раз посетил Болгарию. В 1891 году он издал книгу Flora Bulgarica, а в 1898 году вышло дополнение к ней, Flora Bulgarica Supplementum I. В этих работал Веленовский описал свыше 2500 видов растений, в то время как ранее в Болгарии было известно лишь немногим более 500 видов. За заслуги перед Болгарией ему был вручен орден Святого Александра. Затем Веленовский стал изучать бриологию, в 1896 году написал книгу Mechy české, посвящённую мхам Чехии. В ней было описано около 500 видов мохообразных. В 1905 году он издал пособие по ботанике Srovnávací morfologie rostlin. Веленовский интересовался фитопалеонтологией, с 1926 по 1931 была издана его книга Flora Cretacea Bohemiae, до сих пор считающаяся одной из лучших монографий флоры мелового периода. В начале XX века Веленовский также заинтересовался микологией, собрал огромный гербарий. С 1920 по 1922 Чешское ботаническое общество издавало его алтас шляпочных грибов České houby. Затем, в 1934 году, он издал и монографию аскомицетов Чехии, Monographia Discomycetum Bohemiae. Всего Веленовский описал более 2700 новых видов грибов, из которых, однако, лишь около 200 в настоящее время считаются общепризнанными.
Также Йозеф Веленовский издал несколько книг не из области естественных наук. Среди них двухтомная книга по философии Přírodní filosofie 1922 года, книги Literární studie 1924 года и Poslední moudrost čili nauka o kosmickém duchovnu 1935 года. Также он был автором сборника коротких философских рассказов Obrázky, изданной в 1930 году.
Йозеф Веленовский скончался 7 мая 1949 года в городе Мниховице в возрасте 91 года.

## Некоторые научные публикации по микологии
- Velenovský, J. (1920). České Houby 1: 1-200.
- Velenovský, J. (1920). České Houby 2: 201-424.
- Velenovský, J. (1921). České Houby 3: 425-632.
- Velenovský, J. (1922). České Houby 4-5: 633-950.
- Velenovský, J. (1926). Nové druhy rodu Daedakea v Čechách. Mykologia 3 (7-8): 100-103.
- Velenovský, J. (1934). Monographia Discomycetum Bohemiae 1: 1-436. Czechoslovakia, Prague.
- Velenovský, J. (1939). Novitates Mycologicae. 1-211.
- Velenovský, J. (1947). Novitates mycologicae novissimae. Opera Botanica Čechica 4: 1-167, 2 pls.

## Некоторые виды, названные в честь Й. Веленовского
- Astragalus velenovskyi Nábělek, 1923
- Centaurea velenovskyi Adamović, 1894 [syn.  Cyanus velenovskyi (Adamović) Wagenitz & Greuter, 2003]
- Cortinarius velenovskyanus Moënne-Locc. & Reumaux, 1997
- Daphne velenovskyi Halda, 1981
- Entoloma velenovskyi Noordel., 1979
- Galium velenovskyi Ančev, 1975
- Mollisia velenovskyi Gminder, 2006
- Naucoria velenovskyi Pilát, 1930
- Russula velenovskyi Melzer & Zvára, 1927
- Tortula velenovskyi Schiffner, 1893 [syn.  Hilpertia velenovskyi (Schiffner) R.H.Zander, 1989]
- Trifolium velenovskyi Vandas ex Velen., 1891